# Milan Lucic
Milan Lucic, född 7 juni 1988 i Vancouver, British Columbia, är en kanadensisk professionell ishockeyforward med serbiskt ursprung som spelar för Calgary Flames i National Hockey League (NHL). Han har tidigare spelat för Boston Bruins och Los Angeles Kings och på lägre nivå för Vancouver Giants i WHL.

## Spelarkarriär
Bruins draftade Lucic som 50:e spelare totalt i 2006 års NHL-draft. Han gjorde debut året efter för klubben. Fram till säsongen 2009–2010 har han gjort 64 mål och 87 assist för totalt 151 poäng på 278 matcher.
6 oktober 2009 skrev Lucic på en kontraktsförlängning med Bruins som är på tre år och värt $ 12,25 miljoner. Kontraktet aktiverades från och med säsongen 2010–11. 2010–2011 vann Lucic Stanley Cup med Bruins.

## Statistik

### Klubbkarriär
| 2004–05    | Coquitlam Express | BCHL       | 50  | 9   | 14  | 23  | 100 | —   | —  | —  | —  | —   |
| 2004–05    | Vancouver Giants  | WHL        | 1   | 0   | 0   | 0   | 2   | 2   | 0  | 0  | 0  | 0   |
| 2005–06    | Vancouver Giants  | WHL        | 62  | 9   | 10  | 19  | 149 | 18  | 3  | 4  | 7  | 23  |
| 2006–07    | Vancouver Giants  | WHL        | 70  | 30  | 38  | 68  | 147 | 22  | 7  | 12 | 19 | 26  |
| 2007–08    | Boston Bruins     | NHL        | 77  | 8   | 19  | 27  | 89  | 7   | 2  | 0  | 2  | 4   |
| 2008–09    | Boston Bruins     | NHL        | 72  | 17  | 25  | 42  | 136 | 10  | 3  | 6  | 9  | 43  |
| 2009–10    | Boston Bruins     | NHL        | 50  | 9   | 11  | 20  | 44  | 13  | 5  | 4  | 9  | 19  |
| 2010–11    | Boston Bruins     | NHL        | 79  | 30  | 32  | 62  | 121 | 25  | 5  | 7  | 12 | 63  |
| 2011–12    | Boston Bruins     | NHL        | 81  | 26  | 35  | 61  | 135 | 7   | 0  | 3  | 3  | 8   |
| 2012–13    | Boston Bruins     | NHL        | 46  | 7   | 20  | 27  | 75  | 22  | 7  | 12 | 19 | 14  |
| 2013–14    | Boston Bruins     | NHL        | 80  | 24  | 35  | 59  | 91  | 12  | 4  | 3  | 7  | 4   |
| 2014–15    | Boston Bruins     | NHL        | 81  | 18  | 26  | 44  | 81  | —   | —  | —  | —  | —   |
| 2015–16    | Los Angeles Kings | NHL        | 81  | 20  | 35  | 55  | 79  | 5   | 0  | 3  | 3  | 4   |
| NHL totalt | NHL totalt        | NHL totalt | 647 | 159 | 238 | 397 | 851 | 100 | 26 | 38 | 64 | 159 |